# 井坂圭一良
井坂 圭一良（いさか けいいちろう、1900年〈明治33年〉5月31日 - 1945年〈昭和20年〉）は、昭和時代前期の朝鮮総督府官僚。平安南道知事。

## 経歴
井坂圭松の子として北海道に生まれる。九州帝国大学を経て、1926年（大正15年）東京帝国大学経済学部を卒業する。この間、1924年（大正13年）に高等試験に合格した。朝鮮総督府に奉職し、殖産局属、慶尚南道属を経て、1928年（昭和3年）総督府事務官内務局勤務に転じた。ついで全羅北道、平安南道各警察部長、総督官房文書課長兼国勢調査課長、殖産局商工課長兼企画部第三課長、商工第一課長兼物資調整第二課長、総督官房審議室勤務兼東京事務所長などを経て、1944年（昭和19年）9月、平安南道知事に就任した。在任中に死去した。